# No Shame (singolo Sarah De Bono)
No Shame è un singolo della cantante australiana Sarah De Bono, pubblicato il 29 giugno 2012 come primo estratto dal primo album in studio omonimo.

## Tracce
1. No Shame – 4:09

## Classifiche
| Classifica (2012) | Posizione massima |
| ----------------- | ----------------- |
| Australia         | 50                |